# ヤン・ディスマス・ゼレンカ
ヤン・ディスマス・ゼレンカ（Jan Dismas Zelenka, 1679年10月16日 - 1745年12月23日）は、ボヘミア（現在のチェコ）に生まれ、ザクセン選帝侯国のドレスデンで没した作曲家である。
ザクセン選帝侯に仕え、宮廷のカトリック教会作曲家として主にドレスデンで活動し、実質的な宮廷副楽長として宗教音楽を多数作曲した。当時ライプツィヒの聖トーマス教会のカントルだったヨハン・ゼバスティアン・バッハ（大バッハ）とは面識があり、彼がゼレンカを高く評価したことが知られている。
第二次世界大戦中に失われた作品もあるが、遺されたものが再発見され、オーボエ奏者のハインツ・ホリガーの『6つのトリオ・ソナタ』の演奏・録音による紹介などから、20世紀中葉以降になって改めて評価されている作曲家の一人である。

## 生涯
ヤン・ディスマス・ゼレンカは、1679年10月16日、現在のチェコのプラハ近郊ロウニョヴィツェで、ジリ・ゼレンカとマリア・マグダレーナの間の長男として生まれた。
ゼレンカはプラハのコレギウム・クレメンティヌムというイエズス会系の学校で教育を受けたと考えられている。初めての作品の記録は、1704年にこの学校で演奏された、ヘルジュマン・ヤコプ・チェルニン伯爵の先祖の武勲を記念した学校劇『月桂樹の道（Via laureata）』であるが、現在は失われてしまったために詳細は不明である。彼は後にもこの学校に4曲の作品を書いている。
1709年、プラハのヨーゼフ・ルートヴィヒ・フォン・ハルティヒ男爵（後に伯爵となる）の宮廷楽団にコントラバス奏者として仕えたと推測されている。同年、クレメンティヌムのためにカンタータ『主は疫病をもたらし（Immisit Dominus pestilentiam）』を作曲。
1710年（あるいは1711年）にドレスデンのザクセン選帝侯フリードリヒ・アウグスト1世（アウグスト強健王）の宮廷楽団のコントラバス奏者となる。1711年、ドレスデンでの最初の作品『聖セシリアのミサ（Missa Sanctae Caeciliae）』を作曲。
1714年には報酬が上がり、更に1715年11月には旅費が支給されて世子（後のフリードリヒ・アウグスト2世）のイタリア旅行に随行。随行員には、後にドイツ随一のヴァイオリニストとして知られるヨハン・ゲオルク・ピゼンデルも含まれていた。ただし、ゼレンカの使命はイタリアへの音楽留学ではなく、ヴィーンで宗教音楽を筆写してくること、当時の神聖ローマ帝国宮廷楽長・シュテファン大聖堂楽長のヨハン・ヨーゼフ・フックスのもとで作曲を師事することであった。
1716年から約3年間ヴィーンに留まり、カプリツィオを作曲。同時期にフックスのもとに留学していたヨハン・ヨアヒム・クヴァンツに対位法を教えている。1716年頃にフックスの推薦によってイタリアのヴェネツィアでアントニオ・ロッティに師事したという説、アレッサンドロ・スカルラッティと会ったという説があるが確証はない。
1719年2月にドレスデンに戻り、コントラバス奏者としての活動を再開。彼の能力が認められたらしく、俸給も1720年には500ターラーにまで上がり、1721年には教会音楽の副楽長の座に就く。ちなみに1723年にトーマスカントルに就任した大バッハの収入は、加算手当や臨時収入を含めて年間ほぼ700ターラーであった。
1722年から11年間（1733年頃まで）はゼレンカの生涯においても最も多作であり、活動的な期間であった。当時の宮廷楽団では、カトリック教会にはヨハン・ダーフィト・ハイニヒェンが、プロテスタント教会にはヨハン・クリストフ・シュミットが楽長職に就いていたが、前者が病弱だったために代理を務めることが当面のゼレンカの職務であった。1728年にシュミットが、1729年にハイニヒェンが亡くなると、楽長が空席となったため実質的にゼレンカが楽長職を代行するようになったと考えられている。
しかし1731年にゼレンカに与えられたのは「作曲家」という平凡な肩書にとどまり、1734年には、当時オペラにおいて一世を風靡していたヨハン・アドルフ・ハッセが宮廷楽長に就任した。ゼレンカには1735年に「宮廷作曲家」の称号が与えられただけだった。新選帝侯フリードリヒ・アウグスト2世に請願していた550ターラーの年俸の増額も認められなかったが、ハッセが不在の折などには変わらず楽長代行の職務を遂行していた。
1736年に『聖三位一体のミサ（Missa Sanctissimae Trinitatis）』を作曲。1739年、病気から回復したことを神に感謝するために『奉納ミサ（Missa Votiva）』を作曲。前者は演奏時間約60分、後者は約70分と、作品の長大化が目立つようになる。なお、大バッハの『ミサ曲 ロ短調』について、ゼレンカをはじめとするドレスデンのザクセン選帝侯に仕えた作曲家たちのミサ曲との類似性が指摘されている。
1740年から41年にかけて、ゼレンカは『最後のミサ（Missae Ultimae）』という全6曲の連作ミサの作曲を計画した。しかし、第1作『父なる神のミサ（Missa Dei Patris）』（約70分）、第2作『神の御子のミサ（Missa Dei Filii）』（「キリエ」と「グロリア」のみで約40分）、第6作『諸聖人のミサ（Missa omnium Sanctorum）』（約50分）を完成させただけであった。
1745年12月23日、オーストリア継承戦争でプロイセン軍がドレスデンを占領している最中に66歳で死去。翌24日カトリック墓地に埋葬された。
ゼレンカは生涯独身だった。肖像画は伝わっていない。

## 年表
- 1679年（0歳） - プラハ近郊のロウニョヴィツェで生まれる。父はオルガン奏者。
プラハのコレギウム・クレメンティヌムで学ぶ。
- 1709年（30歳） - ハルティヒ男爵（後に伯爵）の楽団に入る。
- 1710年（31歳） - ドレスデンのフリードリヒ・アウグスト1世（アウグスト強健王）の宮廷楽団でコントラバス奏者となる。
- 1716年 - 1719年 - イタリア、ヴィーン旅行。ヴィーンではフックスに学ぶ。
- 1723年（44歳） - フックス作曲の神聖ローマ帝国皇帝カール6世のボヘミア王戴冠を祝うオペラ『コスタンツァとフォルテッツァ』演奏に参加。
- 1729年（50歳） - 宮廷楽長ハイニヒェンの死去により教会音楽長を代行する。
- 1734年（55歳） - ゼレンカを差し置き、ポーランド王及びザクセン選帝侯宮廷楽長の地位にハッセが就任する。
- 1735年（56歳） - 宮廷作曲家になる。
- 1738年（59歳） - プラハ旅行?
- 1739年（60歳） - 重病から回復。
- 1745年（66歳） - 12月23日、ドレスデンで没する。

## 作品
ゼレンカの作品はヴォルフガング・ライヒによるZWV番号がつけられている (Wolfgang Reich. Jan Dismas Zelenka – Thematisch-systematisches Verzeichnis der musikalischen Werke (ZWV). Sächsische Landesbibliothek, Dresden 1985.)。
- ZWV 1  　 聖セシリアのミサ　ト長調　(Missa Sanctae Caeciliae in G major)　1711年頃　【演奏例】
- ZWV 7  　 復活祭ミサ　ニ長調　（Missa Paschalis in D major）　1726年　【演奏例】
- ZWV 12　聖ザビエルのミサ　ニ長調　（Missa Divi Xaverii in D major）　1729年　【演奏例】
- ZWV 13　ミサ「大いなる感謝を捧ぐ」　ニ長調　（Missa 'Gratias agimus tibi'）　1730年
- ZWV 17　聖三位一体のミサ　イ短調　（Missa Sanctissimae Trinitatis）　1736年
- ZWV 18　奉納ミサ　ホ短調　（Missa Votiva）　1739年　【演奏例1】【演奏例2】
- ZWV 19　父なる神のミサ　ハ長調　（Missa Dei Patris）　1740年　【演奏例1】【演奏例2】
- ZWV 20　神の御子のミサ　ハ長調　（Missa Dei Filii）　1740年頃　【演奏例】
- ZWV 21　諸聖人のミサ　イ短調　（Missa Omnium Sanctorum）　1741年　【演奏例】
- ZWV 45　レクイエム　ハ短調　（Requiem in C minor）　作曲年不明
- ZWV 46　レクイエム　ニ長調　（Requiem in D major）　1733年　【演奏例】
- ZWV 47　オフィチウム・デフンクトルム　（Officium defunctorum）　1733年　【演奏例】
- ZWV 48　レクイエム　ニ短調　（Requiem in D minor）　1730年-1732年
- ZWV 53　エレミアの哀歌　（6 Lamentationes pro hebdomada sancta）　1722年
- ZWV 55　聖週間のためのレスポンソリウム 全27曲　（27 Responsoria pro Hebdomada Sancta）　1723年
- ZWV 58　カンタータ「主は疫病をもたらし」（Immisit Dominus pestilentiam）1709年
- ZWV 146 テ・デウム　ニ長調　（Te Deum in D major）　1731年　【演奏例】
- ZWV 181 トリオ・ソナタ 6曲　（ヘ長調､ト短調､変ロ長調､ト短調､ヘ長調､ハ短調）1720年-1722年頃 【トリオ・ソナタ第5番 演奏例】
- ZWV 182 カプリツィオ　ニ長調　（Capriccio in D major)　1717年頃
- ZWV 183 カプリツィオ　ト長調　（Capriccio in G major)　1718年
- ZWV 184 カプリツィオ　ヘ長調　（Capriccio in F major)　1718年
- ZWV 185 カプリツィオ　イ長調　（Capriccio in A major)　1718年
- ZWV 186 8声の協奏曲　 ト長調　（Concerto à 8 Concertanti in G major)　1723年
- ZWV 187 7声のヒポコンドリー　（Hipocondrie à 7 Concertanti in A major)　1723年　【演奏例】
- ZWV 188 7声の序曲　ヘ長調　（Overture à 7 Concertanti in F major）　1723年
- ZWV 189 8声のシンフォニー　（Simphonie à 8 Concertanti in a minor)　1723年　【演奏例】
- ZWV 190 カプリツィオ　ト長調　（Capriccio in G major)　1729年
- ZWV 191 ヘクサコルドによるカノン集 （Canons on the Hexachord)　1721年頃